# 가쿠노다테역
가쿠노다테역(일본어: 角館駅, かくのだてえき 가쿠노다테에키[*])은 일본 아키타현 센보쿠시에 있는 동일본 여객철도와 아키타 내륙 종관철도의 역이다.
동일본 여객철도의 다자와코 선, 아키타 신칸센과 아키타 내륙 종관철도의 아키타 내륙선을 이용할 수 있다.

## 타는 곳

### 동일본 여객철도
| 1 | ■ 아키타 신칸센 | (상행) | 모리오카・센다이・도쿄 방면 |
| 1 | ■ 다자와코 선   | (상행) | 다자와코・모리오카 방면     |
| 2 | ■ 아키타 신칸센 | (하행) | 오마가리・아키타 방면       |
| 2 | ■ 다자와코 선   | (하행) | 오마가리 방면               |
| 3 | ■ 다자와코 선   |        | 단물 첫차 대피 열차         |

### 아키타 내륙 종관철도
| 1 | ■ 아키타 내륙선 |  | 아니아이・다카노스 방면 |

## 역 주변

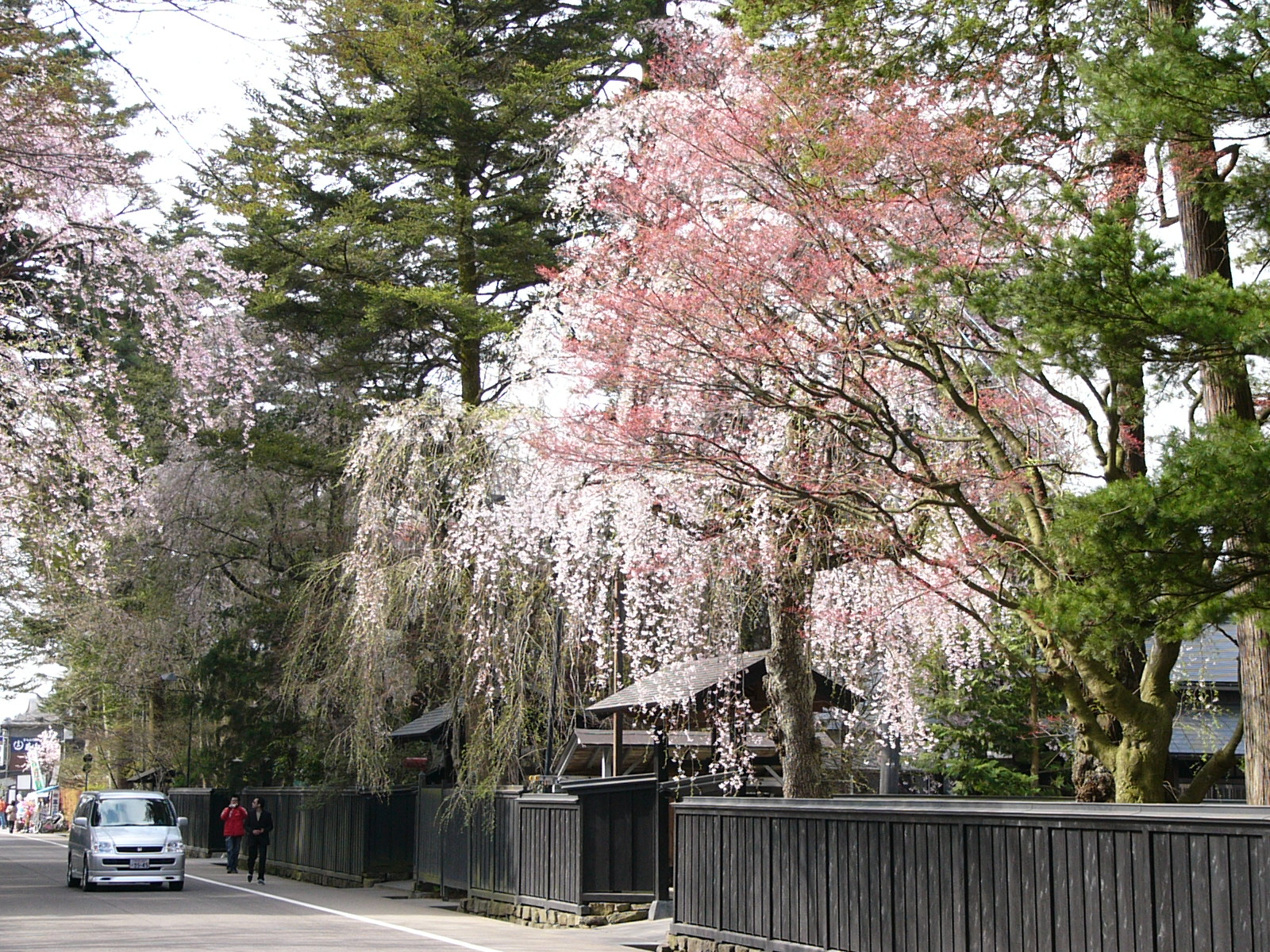
부케야시키 거리

- 부케야시키 거리
- 국도 제105호선

## 인접역
| 동일본 여객철도 ■ 아키타 신칸센       | 동일본 여객철도 ■ 아키타 신칸센 | 동일본 여객철도 ■ 아키타 신칸센 |
| ------------------------------------- | ------------------------------- | ------------------------------- |
| 다자와코 모리오카 방면                | 코마치 호                       | 오마가리 아키타 방면            |
| 동일본 여객철도 ■ 다자와코 선         |                                 |                                 |
| 쇼덴 모리오카 방면                    | 보통                            | 우구이스노 아키타 방면          |
| 아키타 내륙 종관 철도 ■ 아키타 내륙선 |                                 |                                 |
| 사이묘지 다카노스 방면                | 급행 모리요시 호                | 시·종착역                       |
| 우고오타 다카노스 방면                | 보통                            | 시·종착역                       |